# Santa Izabel do Oeste
Santa Izabel do Oeste este un oraș în Paraná (PR), Brazilia.